# Lewan Panculaia
Lewan Panculaia, gruz. ლევან ფანცულაია (ur. 26 lutego 1986 w Tbilisi) – gruziński szachista, arcymistrz od 2005 roku.

## Kariera szachowa
Wielokrotnie reprezentował Gruzję na mistrzostwach świata i Europy juniorów w różnych kategoriach wiekowych, największy sukces odnosząc w 2002 r. w Heraklionie, gdzie zdobył tytuł mistrza świata w kategorii do 16 lat. Normy na tytuł arcymistrza wypełnił w latach 2003 (w Izmirze oraz Retimnie, klubowy Puchar Europy w szachach) oraz 2005 (w Warszawie, mistrzostwa Europy w szachach). W 2005 r. wystąpił w rozegranym w Chanty-Mansyjsku turnieju o Puchar Świata, awansując (po zwycięstwach nad Wadimem Miłowem i Suryą Gangulym) do III rundzie, w której przegrał (po dogrywce) z Borysem Gelfandem. W 2008 r. zdobył tytuł indywidualnego mistrza Gruzji.
Odniósł szereg sukcesów w turniejach międzynarodowych, m.in.:
- dz. I m. w Tbilisi (2001, wspólnie z Dawidem Arutinianem),
- dz. I m. w Izmirze (2003, wspólnie ze Zwiadem Izorią),
- dz. I m. w Stambule (wspólnie z Aleksandrem Karpaczewem, Wugarem Gaszimowem, Konstantinem Szanawą, Micheilem Kekelidze, Dawidem Arutinianem, Żiwko Bratanowem i Jewhenem Mirosznyczenką),
- dz. I m. w Stambule (2006, wspólnie z Michaiłem Gurewiczem, Władimirem Bakłanem, Giorgim Kaczeiszwilim, Ewgenim Janewem, Siergiejem Azarowem, Dawitem Magalaszwili i Naną Dzagnidze),
- I m. w Tbilisi (2007),
- dz. I w Dubaju (2007, wspólnie z Amirem Bagherim, Gadirem Gusejnowem i Sarhanem Guliewem),
- dz. II m. w Stambule (2007, za Michaiłem Gurewiczem, wspólnie m.in. z Gadirem Gusejnowem, Eltajem Safarlim i Dawidem Arutinjanem).

Uwaga: Lista sukcesów niekompletna (do uzupełnienia od 2008 roku).
Wielokrotnie reprezentował Gruzję w turniejach drużynowych, m.in.:
- czterokrotnie na olimpiadach szachowych (w latach 2006, 2008, 2010, 2012)[4],
- na drużynowych mistrzostwach świata (w roku 2005)[5],
- pięciokrotnie na drużynowych mistrzostwach Europy (w latach 2005, 2007, 2009, 2011, 2013); medalista: indywidualnie – brązowy (2007 – na III szachownicy)[6].

Najwyższy ranking w dotychczasowej karierze osiągnął 1 stycznia 2008 r., z wynikiem 2629 punktów zajmował wówczas 94. miejsce na światowej liście FIDE (oraz czwarte wśród gruzińskich szachistów).